# 張華峰

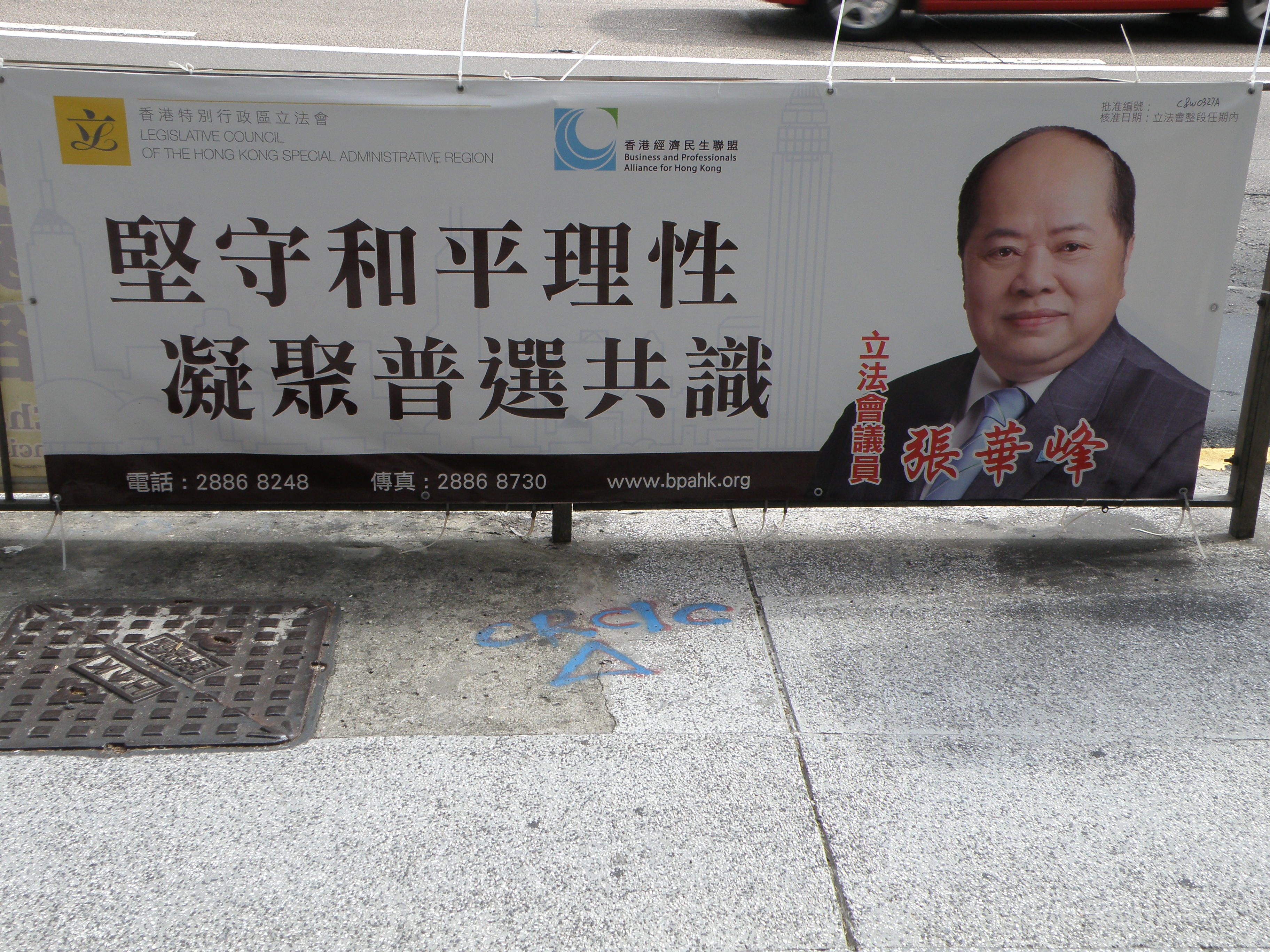
街上橫額

張華峰，GBS，JP（1952年5月2日—），菲律賓華人，於福建晉江出生，香港長大，恒豐證券集團創辦人、董事長及行政總裁，港區全國政協委員，曾任香港金融服務界立法會議員和監警會副主席，持有香港城市大学行政人员工商管理碩士學位。

## 生平
張華峰1952年出生于福建晋江金井曾坑的一个华侨家庭，父亲是旅菲华侨，10歲隨母前往菲律賓，1年後遷居香港，與母親以一間狹窄房間為家。他曾經就讀左派學校培僑中學。18歲時初次接觸證券，1980年創立恒豐證券，成為華資證券行之一。1982至84年遭遇恐慌性抛售，1987和89年又遇股災及股市動蕩。1990年，與台商於南京开设电缆厂。2003年，又於南京進軍房地产業務。
參與2004年香港立法會選舉（金融服務界）以總票數92票敗於詹培忠。
參與2012年香港立法會選舉（金融服務界）以總票數208票當選。
2012年10月7日，與六名建制派立法會議員成立「香港經濟民生聯盟」（經民聯），張擔任副主席。
2019年11月8日，在將軍澳尚德邨停車場墮樓重傷的香港科技大學學生周梓樂宣告不治，終年22歲。民主派立法會議員下午在立法會內會開始時站內默哀，原已到場的金融服務界張華峰、民建聯蔣麗芸離席，建制派在默哀後才進入會議室。
2021年香港立法會選舉，他連任失敗。

## 商業職務
現任佳寧娜控股 丶通達集團 獨立非執行董事、恆豐金融集團董事長、南京麒麟山庄开发有限公司董事局主席丶閩港控股獨立非執行董事

## 爭議
2013年7月，經民聯議員張華峰要求行政長官梁振英回應政府可曾就「占中」進行政經風險評估，有否評估香港警力是否足以應付占中行動，「一旦占領中環發生混亂和衝突，有沒有考慮過在必要時向中央政府提出要求，出動解放軍駐港部隊協助香港社會秩序？有否評估這方面的可行性？」。此舉被認為是邀請中央政府干預香港內部事務，語帶恐嚇意味，被批評有機會當上引清兵入關的吳三桂。張華峰就解釋並非主張出動駐軍鎮壓，而是希望透過問題了解政府會否有辦法處理佔中。
2016年8月31日，香港電台播出2016年香港立法會選舉金融服務界選舉論壇，主持問三位候選人一條假設性問題：「如果我係丁蟹」。第一個回答問題的候選人就是張華峰，他的回答如下：「如果我係丁蟹，我就要了解佢嘅業務性質，了解佢工作範疇，了解佢嘅專長。知道佢嘅專長，至可以引導佢發揮專業，為社會服務，我希望對丁蟹呢個人，有多啲認識，我暫時對佢認識唔深，希望有機會睇多啲關於佢嘅新聞，喺佢度學到佢嘅經驗、專長，為社會或其他行業服務。」其後主持跟進再問張華峰，信不信有「丁蟹效應」。張華峰答：「丁蟹效應，有好有唔好，好嘅方面，大家要學習；唔好嘅，大家要改變，呢個就係我對人對事嘅睇法。」。輿論批評張華峰自2012年出任香港立法會功能界別金融服務界議員，卻完全不認識香港的經濟學術語「丁蟹效應」，令人訝異。事後張解釋自己的確沒看過鄭少秋主演的電視劇《大時代》，更加不知鄭的角色名叫「丁蟹」，因此當時在會上「只好發揮我驚人的想像力和臨場應變」。

## 公職
全國政協委員、香港證券學會會長、香港中華總商會選任會董、中華海外聯誼會理事、香港友好協進會董事、廣東省工商聯合會常務委員、香港立法會議員、香港福建社團聯會永遠名譽會長，以及監警會副主席。

## 馬主生涯
張華峰是香港賽馬會的會員，自1980年代開始成為馬主，名下馬匹包括「鷹揚」、「高湖福將」、「一世夠運」、「大丈夫」、「創新高」、「再創新高」。

## 軼事
張華峰在不同場合的發言中，誤稱自己的政黨經民聯為民建聯。事實上，張華峰的確曾是民建聯成員，不過已經退黨。
張華峰曾經在個人手機通訊程式的朋友群組中轉發一個關於大陸荔枝發現有類似食肉菌不知名毒素的WhatsApp訊息，有人其後在有關訊息上加入前言「張華峰議員温馨提示」。及後，張華峰承認自己誤信謠言。

## 家庭
張華峰與妻子育有3名女兒（其中1名已離世）。2019月12月26日，其孻女張曉瑜於半山區地利根德里世紀大廈的寓所墮樓身亡，終年22歲。死者英國讀書後返港，近2年受躁鬱症所困。警方指事件沒有可疑。

## 外部連結
- 立法會議員張華峰的個人網頁
- 香港特別行政區立法會- 議員履歷::張華峰議員, SBS, JP
- 張華峰股災中成長 太陽報 （页面存档备份，存于）
- 恒豐證券集團 （页面存档备份，存于）
- 张华峰的新浪微博 （页面存档备份，存于）